# 腎小球外系膜细胞

腎小體结构示意图

腎小球外系膜细胞（Extraglomerular mesangial cells），又稱為Lacis細胞、Goormaghtigh細胞、或Polkissen細胞，是位在腎小球外靠近血管處的腎臟光染色周皮細胞。它們類似於平滑肌細胞及在通過肾素-血管紧张素系统時進行血液流向腎臟的自動調節及全身血壓調節的作用。外系膜细胞是腎小球旁器的一部分，伴隨著遠曲小管的緻密斑細胞以及入球小動脈的近腎小球細胞。
外系膜细胞的具體功能還不是很清楚，雖然它與紅血球生成素的分泌有關。它與腎小球內系膜細胞有所區別，而內系膜细胞是位於基底膜及腎小球內的上皮細胞之間。

## 外部連結
- UIUC組織學主題 1010